# Нантасен
Нантасен (лаос. ພຣະເຈົ້ານັນທະເສນ; пом. 1795) — четвертий володар королівства В'єнтьян.

## Біографія
Був старшим сином короля Онг Буна. 1778 року сіамський король Таксин, остерігаючись посилення Бірми вирішив захопити лаоські королівства. Сіамська армія під командуванням майбутнього короля Рами I вдерлась до В'єнтьяну та взяла в облогу столицю. Батько призначив принца Нантасена командувачем війська, що мало протистояти сіамцям. Однак столиця не встояла, й Онг Бун утік до джунглів, а його синів Нантасена, Інтавонґа й Анувонґа, а також дочку Кхамваєн було взято в заручники та вивезено до Тонбурі. Туди ж сіамці вивезли символи королівської влади смарагдового Будду та Прабанг. В'єнтьян потрапив у цілковиту залежність від Сіаму.
1781 року після страти Онг Буна, який підбурив повстання проти сіамців, Нантасену дозволили повернутись до В'єнтьяну та зайняти трон. Разом з ним до столиці повернувся Прабанг. Молодшого брата Нантасена Інтавонґа проголосили упахатом (віцекоролем), але залишили у сіамській столиці.
За правління Нантасена В'єнтьян вдерся до держави Пхуан та захопив її столицю. 1791 року Нантасен переконав Раму I, що король Луанґпхабанґу Анурута, таємно змовившись із бірманцями, планує повстання проти Сіаму. Через це Рама I дозволив Нантасену напасти на Луанґпхабанґ, у результаті чого 1792 року він захопив місто.
Також 1791 року до В'єнтьяну вдерлись війська в'єтнамської династії Тайшон, однак король зумів дійти з в'єтнамцями згоди.
У січні 1795 року Нантасена було звинувачено в підготовці повстання. Після того сіамці ув'язнили його та вивезли до своєї столиці. Оскільки Нантасен не лишив спадкоємців, трон зайняв його молодший брат Інтавонґ. А колишній король помер у полоні влітку того ж року.